# Aïn Oulmene
Aïn Oulmene là một đô thị thuộc tỉnh Sétif, Algérie. Dân số thời điểm năm 2002 là 59.855 người.